# Гвајана на Светском првенству у атлетици на отвореном 2013.
Гвајана је учествовала на 14. Светском првенству у атлетици на отвореном 2013. одржаном у Москви од 10. до 18. августа четрнаести пут, односно учествовала је на свим првенствима до данас. Репрезентацију Гвајане представљало је троје учесника (2 мушкарца и 1 жена) који су се такмичили у три тркачке дисциплине.,
На овом првенству Гвајана није освојила ниједну медаљу, нити је постигнут неки рекорд.

## Учесници
| Мушкарци: - Адам Харис — 100 м - Винстон Џорџ — 200 м | Жене: - Kadecia Baird — 400 м |  |

## Резултати

### Мушкарци
| Атлетичар    | Дисциплина | Лични рекорд | Предтакмичење | Предтакмичење | Квалификације | Квалификације | Полуфинале            | Полуфинале            | Финале                | Финале       | Детаљи |
| Атлетичар    | Дисциплина | Лични рекорд | Резултат      | Место         | Резултат      | Место         | Резултат              | Место                 | Резултат              | Место        | Детаљи |
| ------------ | ---------- | ------------ | ------------- | ------------- | ------------- | ------------- | --------------------- | --------------------- | --------------------- | ------------ | ------ |
| Адам Харис   | 100 м      | 10,16 НР     | слободан      | слободан      | 10,30         | 4. у гр 1     | Нису се квалификовали | Нису се квалификовали | Нису се квалификовали | 31 / 76      |        |
| Винстон Џорџ | 200 м      | 20,59        |               |               | 20,88         | 4. у гр 6     | Нису се квалификовали | Нису се квалификовали | Нису се квалификовали | 30 / 55 / 56 |        |

### Жене
| Атлетичарка   | Дисциплина | Лични рекорд | Квалификације | Квалификације | Полуфинале            | Полуфинале            | Финале                | Финале      | Детаљи |
| Атлетичарка   | Дисциплина | Лични рекорд | Резултат      | Место         | Резултат              | Место                 | Резултат              | Место       | Детаљи |
| ------------- | ---------- | ------------ | ------------- | ------------- | --------------------- | --------------------- | --------------------- | ----------- | ------ |
| Kadecia Baird | 400 м      | 51,04        | 53,73         | 7. у гр. 1    | Није се квалификовала | Није се квалификовала | Није се квалификовала | 31 / 35(36) |        |